# Turiya
In vroeg-hindoeïstische filosofie, is turiya (ook wel: caturtha, Sanskriet voor 'vierde') een fundamentele staat van bewustzijn, namelijk de ervaring van realiteit en echtheid, of bewustzijn op zich, zonder meer, in zijn zuivere toestand. Het is een van de vier staten van bewustzijn. De drie andere 'gewonere' zijn: (i) wakend bewustzijn (jagrata), (ii) dromend bewustzijn (svapna), (iii) en droomloze slaap (susupti).